# Helmut Haussmann
Pour les articles homonymes, voir Hausmann.
Helmut Haussmann, né le 18 mai 1943 à Tübingen, est un homme politique allemand membre du Parti libéral-démocrate (FDP).
Il est notamment secrétaire général fédéral du FDP et ministre fédéral de l'Économie dans la coalition noire-jaune conduite par Helmut Kohl entre 1988 et 1991.

## Biographie
Après avoir passé avec succès son Abitur en 1961, il effectue un stage à la Deutsche Bank, puis un autre chez Daimler-Benz, avant d'entreprendre des études supérieures de sciences économiques et sociales à l'Université de Tübingen.
Il les poursuit à l'Université de Hambourg et les achève à l'Université Friedrich-Alexander d'Erlangen-Nuremberg en 1968. Il devient alors associé de la firme Berninger & Spilcke KG à Bad Urach durant trois ans. À partir de 1971 en effet, il travaille comme assistant de recherche au département de management de l'université d'Erlangen-Nuremberg.
En 1975, il obtient un doctorat de sciences économiques, et est embauché par Capgemini, spécialisée dans le conseil en stratégie, en 1991. Cinq ans plus tard, il devient professeur honoraire de management international à l'université d'Erlangen-Nuremberg. En 2010, il est professeur invité de sciences économiques à l'Université de Tübingen.

## Carrière politique
Helmut Haussmann appartient au Parti populaire démocrate (FDP/DVP), qui constitue la fédération du FDP dans le Land du Bade-Wurtemberg.
En 1975, il prend la présidence du FDP/DVP dans l'arrondissement de Reutlingen et est élu au conseil municipal de Bad Urach. Il entre au Bundestag l'année suivante. 
Nommé secrétaire général du FDP le 1er juin 1984, il renonce à sa fonction locale en 1987, et fédérale en 1988.
Le 9 décembre de cette année-là, Helmut Haussmann devient ministre fédéral de l'Économie en remplacement de Martin Bangemann, nommé commissaire européen. Il conserve son poste jusqu'aux élections de 1990, puis quitte le gouvernement le 18 janvier 1991.
Il prend alors le poste de porte-parole du groupe FDP au Bundestag sur l'Union européenne, et de président du groupe de travail du groupe libéral sur la politique étrangère, de sécurité, européenne et de développement. Lors des élections de 2002, le FDP/DVP n'obtient pas assez de voix pour qu'il soit réélu au Bundestag.
Il est depuis retiré de la vie politique.